# Andreas Mitter
Andreas Mitter (* 28. November 1981) ist ein österreichischer Skisprungtrainer.

## Werdegang
Mitter, der aus der Steiermark stammt, studierte an der Universität Innsbruck und schloss sein Studium mit dem Trainerdiplom ab. Seine Trainerlaufbahn begann er beim SC Partenkirchen. Von 2011 bis 2012 trainierte er den C-Kader im Österreichischen Skiverband. 2012 übernahm er den B-Kader im Skisprung-Continental-Cup, den er bis 2016 trainierte. Im März 2016 übernahm er vor den Nordischen Skiweltmeisterschaften 2017 in Lahti den Cheftrainer-Posten im Finnischen Skiverband von Jani Klinga, der die dortige Skisprungnationalmannschaft seit 2014 geleitet hatte. Er wurde damit der erste ausländische Cheftrainer der Finnen, beendete die Tätigkeit aber nach einem Streit mit dem Verband bereits zwei Jahre später. Am 9. April 2019 gab der DSV bekannt, dass Mitter zur Saison 2019/20 Assistenztrainer des deutschen Perspektivkaders an der Seite von Christian Winkler wird.
Andreas Mitter ist einer von drei Söhnen des Sportmanagers Wolfgang Mitter, der Organisationschef der Nordischen Skiweltmeisterschaften 1999 in Ramsau am Dachstein war und heute für den russischen Skiverband arbeitet. Sein Bruder Mark ist Co-Trainer im Team um den Skirennfahrer Marcel Hirscher, sein anderer Bruder Christian ist Alpin-Chef des Norwegischen Skiverbands.